# Euthysanius pretiosus
Euthysanius pretiosus is een keversoort uit de familie Cebrionidae. De wetenschappelijke naam van de soort is voor het eerst geldig gepubliceerd in 1863 door LeConte.